# Umbrella-Test
Der Umbrella-Test nach Mack und Wolfe stellt die Verallgemeinerung des Jonkheere-Terpstra-Testes dar. Im Unterschied zu diesem Test wird jedoch nicht von einem monotonen Trend ausgegangen, sondern von Trends mit einem Gipfel.
Die Nullhypothese H0 lautet für die Erwartungswerte G der Gruppen:
{\displaystyle G_{1}\ =\ G_{2}\ =\ \dots \ =\ G_{c}}
Als Alternativhypothese HA gilt: {\displaystyle G_{1}\ \leq \ G_{2}\ \leq \ \dots \ \leq \ G_{l}\ \geq \ G_{l+1}\ \geq \ \dots \ \geq \ G_{c}}, wobei mindestens eine strikte
Ungleichung gilt.

## Berechnung der Prüfgröße
Die Teststatistik MW lautet für eine Anzahl {\displaystyle c} von Gruppen mit einem Gipfel bei {\displaystyle l}
mit jeweils {\displaystyle n} Messungen:
{\displaystyle MW\ =\ \sum _{r=1}^{l-1}\ \sum _{s=r+1}^{l}U_{rs}\ +\ \sum _{r=l}^{c-1}\ \sum _{s=r+1}^{c}U_{sr}}
Dabei ist {\displaystyle U_{rs}} bzw. {\displaystyle U_{sr}} für die r-te und das s-te Gruppe mit {\displaystyle 1\leq r\ <s\leq c} definiert als
{\displaystyle U_{rs}\ =\ \sum _{h=1}^{n_{r}}\ \sum _{i=1}^{n_{s}}\Psi (X_{rh}\ -\ X_{si})}
und
{\displaystyle U_{sr}\ =\ n_{r}n_{s}\ -\ U_{rs}}
mit
{\displaystyle \Psi (u)\ ={\begin{cases}1&{\text{wenn }}u>0\\0&{\text{wenn }}u\leq 0\end{cases}}\ } oder im Falle von Bindungen (gleichen Messwerten) {\displaystyle \ \Psi (u)\ ={\begin{cases}1&{\text{wenn }}u>0\\1/2&{\text{wenn }}u=0\\0&{\text{wenn }}u<0\end{cases}}}
Die berechnete Prüfgröße {\displaystyle MW} wird größer, wenn ein biphasischer Trend zwischen den Gruppen vorhanden ist.
Unter allgemeinen Bedingungen weist die Prüfgröße {\displaystyle MW} eine Normalverteilung auf.

## Überprüfung der Signifikanz
Für den Erwartungswert {\displaystyle \mu _{MW}} und dessen Varianz {\displaystyle \sigma _{MW}} gelten folgende Formeln, die sich letztendlich aus einer Addition der Statistiken des Jonkheere-Terpstra-Tests ergeben:
{\displaystyle \mu _{MW}\ =\ {\frac {m_{1}^{2}\ +\ m_{2}^{2}\ -\ \sum _{i=1}^{c}n_{i}^{2}\ -\ n_{l}^{2}}{4}}\ }
und
{\displaystyle \ \sigma _{MW}\ =\ {\sqrt {\frac {2(m_{1}^{3}+m_{2}^{3})\ +\ 3(m_{1}^{2}+m_{2}^{2})\ -\ \sum _{i=1}^{c}n_{i}^{2}(2n_{i}+3)\ -\ n_{l}^{2}(2n_{l}+3)\ +\ 12n_{l}m_{1}m_{2}\ -\ 12n_{l}^{2}N}{72}}}}
mit
{\displaystyle N\ =\ \sum _{i=1}^{c}n_{i},\quad m_{1}\ =\ \sum _{i=1}^{l}n_{i}\quad {\text{und}}\ m_{2}\ =\ \sum _{i=l}^{c}n_{i}}
Die daraus folgende Variable {\displaystyle Z} ist standardnormalverteilt, wenn die Gesamtzahl aller Stichproben größer 12 ist:
{\displaystyle Z\ =\ {\frac {{MW}\ -\ \mu _{MW}}{\sigma _{MW}}}}
Oder anders ausgedrückt: bei einem einseitigen Test auf 5 %-Niveau (Fehler 1. Art) ist der Test signifikant, wenn
{\displaystyle {MW}\ >\ \mu _{MW}\ +\ 1,645\sigma _{MW}}